# Ester Ládová
Ester Ládová, příjmením od druhého sňatku Prchalová, (* 8. listopadu 1980 Ústí nad Labem) je bývalá česká pornoherečka (s uměleckým jménem „Sophia Trabajan“) a zpěvačka.

## Životopis
Ve svém rodném městě vystudovala Ládová ekonomicky zaměřenou Integrovanou střední školu. Již od svých třinácti let soukromě navštěvovala hodiny zpěvu, jemuž se od svých devatenácti let systematicky věnovala. Po dobu jednoho roku ji vedla hudební pedagožka profesorka Jitka Švábová, která se věnovala také operní pěvkyni Evě Randové. Po maturitě nastoupila do zaměstnání. V polovině září 2004 se stala jedním ze 24 účastníků české reality show nazvané Milionový pár vysílané televizí Nova. Její účastníci hledali mezi svými protějšky vhodného partnera k seznámení. Vítězná dvojice, tedy ideální pár, měla při své svatbě obdržet výhru půl milionu a stejnou částku po prvním roce společného manželského soužití. Ač se mělo finále soutěže konat až počátkem prosince 2004, ukončila televize vysílání pořadu již začátkem října, neboť vyšlo najevo, že někteří účastníci – mezi nimi i Ládová – vystupovali před zahájením soutěže Milionový pár v pornografických filmech, ačkoliv tuto skutečnost tvůrcům soutěže zamlčeli.
Dne 24. listopadu 2004 se na párty Rádia Bonton Dee Jay, která se konala v pražské restauraci Demínka, Ester Ládová poprvé představila jako zpěvačka a na koncertě také představila svůj singl s diskotékovými písněmi. Obsahoval dvě písně, a sice „Tak už pojď“ a „Sex je náš“, a jeho kmotrem se stal Zdeněk „Style“ Hrubý.
Následující rok, 24. února 2005, proběhl křest jejího prvního CD nazvaného Tak už pojď obsahujícího celkem dvanáct písní. Jeho vydavatelem se stal prostřednictvím své společnosti Multisonic Karel Vágner a producentem Karel „Style“ Hrubý, autor většiny písní na albu. Kmotrem desky byl při křtu filmový režisér Zdeněk Troška. Od 23. října 2005 vystupovala v pražské Městské knihovně v představení Dalibora Jandy Všechno na Mars. V něm zpívala Jandovy hity. Tou dobou také spolupracovala s Davidem Novotným na společných charitativních akcích a na konci listopadu 2005 plánovala pěvecké vystoupení na podporu ústecké zoologické zahrady. To se ovšem z rozhodnutí tehdejšího primátora města Ústí nad Labem Petra Gandaloviče neuskutečnilo, neboť mu vadila její pornografická minulost.
V červnu 2006 se Ládová účastnila konkurzu hledajícím zpěváky do muzikálu Děti ráje. Od září toho roku moderovala v privátní rozhlasové stanici Frekvence 1 relaci o počasí. Tou dobou také připravovala svou další píseň, ač již v únoru toho roku tvrdila, že se svou pěveckou kariérou končí, neboť se jí nezamlouvaly vztahy mezi herci a zpěváky a současně jí též nevyhovoval zájem mužů o její tělesné partie, zvláště pak ňadra.
Působení v rozhlase přibližně po roce ukončila a následně začala provozovat v Berouně kosmetický salón a výjimečně zpívat či moderovat diskotéky. Během léta roku 2013 se na usedlosti Velichov ležící jižně od Velkého Března po sedmileté známosti provdala za Bohumila Bílého. Před koncem roku 2014 se ale manželé rozešli. Ládová si přesto ponechala manželovo příjmení a provozovala pod ním svůj berounský kosmetický salón, sídlící na tamním náměstí. Přibližně od poloviny roku 2015 navázala další partnerský vztah s policistou Josefem Prchalem, za kterého se 22. června 2018 na hrádku Červený Újezd u Prahy provdala. Po sňatku navíc přejala manželovo příjmení.

## Rodina
Ládová má mladšího bratra a sestru Andreu, která je vůči ní o šest let starší a je operní pěvkyní v divadle v Ústí nad Labem. Zároveň Andrea hraje na kytaru, stejně jako otec, Roman Lád, opravář televizorů a komunální politik České strany sociálně demokratické za níž se po volbách v roce 2002 stal zastupitelem v městském obvodu Ústí nad Labem-město. Svůj post obhájil ve volbách konaných po čtyřech letech (2006) i ve volbách v roce 2010 a 2014. Po svém otci Ládová navíc také zdědila hudební nadání.